# 함안 윤씨
함안 윤씨(咸安 尹氏)는 남원 윤씨에서 분관된 한국의 성씨이다.

## 역사
함안 윤씨의 시조 윤돈(尹敦)은 남원 윤씨(南原 尹氏) 시조 윤위(尹威)의 손자이다. 윤돈은 고려 원종(元宗) 때 문과에 급제하여 전의정랑(典儀正郞)을 거쳐 이부시랑(吏府侍郞)에 올랐다. 고려 원종 때 함안에서 반적(叛賊)이 자사를 죽이고 난을 일으키자 왕은 윤돈을 군사(郡事)로 봉하여 난을 평정토록 하였다. 윤돈은 함안의 난을 평정한 공으로 수문전태학사(修文殿太學士) 판밀직문하시중(判密直門下侍中)의 관직에 올라 함안백(咸安伯)에 봉해졌으며 함안을 식읍(食邑)으로 하사 받았다고 한다. 윤돈의 아들은 윤희보(尹希甫)로 흥위위주부(興威衛主簿)를 지내고 함안(咸安)에 정착하였다고 한다.

## 항렬자
| 29세     | 30세   | 31세     | 32세   | 33세     | 34세   | 35세     | 36세   | 37세     | 38세   | 39세     | 40세   |
| -------- | ------ | -------- | ------ | -------- | ------ | -------- | ------ | -------- | ------ | -------- | ------ |
| 口검(檢) | 희(喜) | 口석(錫) | 영(泳) | 口림(林) | 용(容) | 口재(在) | 종(鍾) | 口원(源) | 상(相) | 口섭(燮) | 기(基) |

## 조선 왕실과의 인척 관계
- 덕원군(세조의 차남) 계실 봉산군부인 윤씨
- 성종의 계비 폐비 윤씨

## 인구
- 2000년 5,783명
- 2015년 7,608명

## 참고 자료
- “함안윤씨(咸安尹氏)”. 뿌리를 찾아서.[깨진 링크(과거 내용 찾기)]